# Calileptoneta oasa
Calileptoneta oasa là một loài nhện trong họ Leptonetidae.
Loài này thuộc chi Calileptoneta. Calileptoneta oasa được Willis J. Gertsch miêu tả năm 1974.